# 青森県立三本木高等学校・附属中学校
青森県立三本木高等学校・附属中学校（あおもりけんりつさんぼんぎこうとうがっこう・ふぞくちゅうがっこう, Aomori Prefectural Sanbongi Junior and Senior High School）は、青森県十和田市西五番町に所在する県立中学校・高等学校。青森県から大学進学などに対応する「重点校」指定を受けている。

## 概要
歴史
1926年（大正15年）創立の高等女学校を前身とする。1948年（昭和23年）の学制改革で新制高等学校となる。当初は女子校であったが、翌1949年（昭和24年）には男女共学を開始した。
2007年（平成19年）には附属中学校を設置し、青森県内の公立校としては初めて中高一貫教育を開始。附属中学校の設置以降も高校から入学できる。2021年（令和3年）に創立95周年を迎える。
高校の略称は「三高」（さんこう）。附属中学校の略称は、市内に十和田市立三本木中学校があるため「附属中」と呼ばれることが多い。
設置課程・学科（高等学校）
全日制課程 普通科 - 普通コース・SSHコース
かつては理数科を有していたが、2012年（平成24年）3月に廃止された。
校訓
「学業の練磨・人格の陶冶・体力の養成」
教育目標
真理と学問を尊重し、心身ともに健康で、国際社会に寄与すべき、積極有為な人材を育成する。本目標を達成するため、能力と個性に応じた教育活動を通して、次の初項の実現に力点を置く。
ア、知性の深化
イ、徳性の涵養
ウ、個性の確立
エ、自立心の養成
オ、心身の鍛錬

校是
　　「規律ある進学校」「文武両道」
校章
それぞれ「中」・「高」の文字を図案化したもの。
校歌
1951年（昭和26年）に制定。作詞は佐藤春夫、作曲は大中寅二による。
進路
ほとんどの生徒が四年制大学をはじめとする上級学校への進学を目指している。
同窓会
「三高会」と称している。

## 沿革
前史（実業補習学校・実業学校）時代
- 1910年（明治43年）4月10日 - 三本木尋常高等小学校に裁縫専修科が設置される。（「三本木尋常高等小学校裁縫専修科」）
- 1911年（明治44年）6月1日 -  「三本木町立女子実業補習学校」に昇格。修業年限を3年とする。
- 1923年（大正12年）3月27日 - 「三本木町立三本木女子実業学校」に改称。

高等女学校時代
- 1926年（大正15年）
  - 3月3日 - 「三本木町立三本木実科高等女学校」の設立が認可される（創立年）。 初代校長に川口亀次郎が就任。
  - 5月1日 -  開校式を挙行。以降この日を開校記念日と制定。
- 1927年（昭和2年）3月9日 - 修業年限を4年とする。
- 1933年（昭和8年）
  - 3月22日 - 「三本木町立三本木高等女学校」に改称（「実科」が除かれる）。
  - 4月1日 - 三本木町大字三本木字寺向10番地に校舎が完成。
- 1935年（昭和10年）5月1日 - 校旗と校歌（作詞:弥富破摩雄、作曲:橋本國彦）を制定。
- 1936年（昭和11年）2月15日 - 移管により、「青森県立三本木高等女学校」に改称。
- 1943年（昭和18年）4月1日 - 高等女学校令が廃止され、中等学校令が施行される。
- 1944年（昭和19年）- 勤労動員が開始。
- 1945年（昭和20年）
  - 4月1日 - 学校での授業を停止。勤労動員は継続。
  - 8月 - 終戦。
  - 9月 - 授業を再開。
- 1946年（昭和21年）4月1日 - 修業年限を5年とする（ただし4年修了時点で卒業することもできた）。
- 1947年（昭和22年）4月1日 - 学制改革（六・三制の実施）が行われる。
  - 高等女学校の生徒募集を停止。
  - 新制中学校を併設し（名称:青森県立三本木高等女学校併設中学校、以下・併設中学校）、高等女学校1・2年修了者を新制中学2・3年生として収容。
  - 併設中学校は経過措置としてあくまで暫定的に設置されたため、新たに生徒募集は行われず、在校生が2・3年生のみの中学校であった。
  - 高等女学校3・4年修了者はそのまま在籍し、4・5年生となった（ただし4年修了時点で卒業することもできた）。

新制高等学校
- 1948年（昭和23年）
  - 4月1日 - 学制改革（六・三・三制の実施）により高等女学校は廃止され、新制高等学校「青森県立三本木女子高等学校」が発足。 
    - 高等女学校卒業者（5年修了者）を新制高校3年生、高等女学校4年修了者を新制高校2年生、併設中学校卒業者（3年修了者）を新制高校1年生として収容。
    - 併設中学校を継承し（名称:青森県立三本木女子高等学校併設中学校）、在校生が1946年（昭和21年）に高等女学校へ最後に入学した3年生のみとなる。
    - 通常制普通課程を設置。

  - 7月1日 - 百石町立百石小学校（現・おいらせ町立百石小学校）に定時制の百石分校を併置（青森県立三本木農業高等学校と合同）。
- 1949年（昭和24年）
  - 3月31日 - 併設中学校を廃止。
  - 4月1日 - 「青森県立三本木高等学校」と改称し、男女共学を開始。百石分校を青森県立三本木農業高等学校に移管。
- 1951年（昭和26年）6月30日 - 新校歌（現校歌）を制定。
- 1952年（昭和27年）6月1日 - 大三沢分校を設置。
- 1954年（昭和29年）4月1日 - 大三沢分校が分離し、青森県大三沢高等学校として独立。
- 1963年（昭和38年）4月1日 - 通常制普通課程を全日制課程普通科に改称。
- 1972年（昭和47年）
  - 10月2日 - 火災により、体育館・寄宿舎等を除く校舎すべてを焼失。
  - 10月6日 - 現在地（旧・青森県立三本木農業高等学校の校舎）に移転。
  - 12月4日 - 新校舎が完成。
- 1973年（昭和48年）4月1日 - 理数科を設置。
- 1974年（昭和49年）1月22日 - 三高会館（同窓会館）が完成。
- 1975年（昭和50年）11月14日 - 創立50周年記念式典を挙行。
- 1980年（昭和53年）4月1日 - 青森県立三本木農業高等学校より十和田分校が移管される。
- 1981年（昭和56年）11月27日 - 財団法人青森県立三本木高等学校後援会が発足。
- 1984年（昭和59年）3月20日 - 柔剣道場「武道館」が完成。
- 1986年（昭和61年）9月18日 - 創立60周年を記念して弓道場「唯心館」が完成。

- 1989年（平成元年）4月1日 - 十和田分校が分離し、青森県立十和田西高等学校として独立。
- 2001年（平成13年）6月5日 - 第54回青森県高等学校総合体育大会（高総体）で友情杯を受賞。
- 2002年（平成14年）1月20日 - 普通教室の東棟を改修。
- 2003年（平成15年）1月20日 - 特別教室棟を改修。
- 2004年（平成16年）1月9日 - 管理棟の北側を改修。
- 2005年（平成17年）
  - 1月24日 - 管理棟の南側を改修。
  - 10月6日 - 創立80周年を記念して三高・薫風会館を改修。
  - 10月27日 - 中庭の植栽工事を完了。
- 2006年（平成18年）
  - 3月27日 - 特別教室棟を改修。
  - 4月1日 - 青森県立三本木高等学校附属中学校（仮称）の開設準備室を設置。
  - 4月 - 中高一貫にそなえ、時間割を変更。従来の朝補講を廃止する代わりに授業開始時間を早め、7時間目の授業を追加して授業時間を確保。
  - 6月30日 - 青森県条例第79号により、「青森県立三本木高等学校附属中学校」を設置。

中高一貫教育
- 2007年（平成19年）4月1日 - 青森県立三本木高等学校附属中学校が開校。「青森県立三本木高等学校・附属中学校」
- 2008年（平成20年）12月26日 - 第一体育館の耐震補強工事が完了。
- 2010年（平成22年）
  - 4月1日 - 理数科の募集を停止。
  - 4月7日 - 文部科学省よりスーパーサイエンスハイスクール（SSH）に指定される。附属中学校第1期生が高校へ進学。
- 2011年（平成23年）
  - 3月11日 - 東日本大震災の発生により、一時休校。
  - 4月20日 - 附属中学校技術室および第三体育館が完成。
- 2012年（平成24年）3月31日 - 理数科を廃止。

## 部活動
1978年（昭和53年）インターハイ優勝の卓球部、女子サッカー部やなぎなた部、ソフトボール部などのインターハイ出場、文芸部の全国レベルのコンクールでの活躍など、全国的な場面でも名を残している。県高総体では友情杯を4度も獲得するなど、全体的に女子の活躍が目立つ。2009年（平成21年）度のファッション甲子園でも優勝するなど、様々な活躍も残した。
中学校では、ハンドボール部が2011年度の県大会優勝をし、富山県で行われる全国大会に出場した。

## 著名な出身者
- 岩木登 - 写真家
- 江渡華子 - 俳人
- 遠田恵子 - NHKラジオキャスター、元青森テレビアナウンサー、
- 小山田久[3] - 十和田市長
- 上明戸華恵[4] - フリーアナウンサー、元青森放送アナウンサー
- 久保優斗 - 元サッカー選手
- 小林ベイカー央子 - フリーキャスター、元仙台放送アナウンサー
- 高村弘毅[5] - 地理学者、立正大学元学長
- 天間幸生 - 実業家、銀行家
- 苫米地司 - 雪氷学者、北海道科学大学理事長
- 中屋敷法仁 - 劇作家
- 中野渡詔子 - 元衆議院議員
- 布施達暁- ギタリスト（ヨルニトケル/元Suck a Stew Dry）
- 松橋真三 - 映画プロデューサー
- 向谷地生良 - ソーシャルワーカー、北海道医療大学教授
- 武藤覚 - サッカー指導者
- 斗澤やすあき - 俳優、お笑い芸人

## 交通アクセス
- 十和田観光電鉄・南部バス「三高前」バス停 - 旧国道4号沿い。
  - 2012年（平成24年）4月から運行を開始した十和田観光電鉄鉄道代替バスの一部は同校の正門から発着。